# Anisia pallidipalpis
Anisia pallidipalpis är en tvåvingeart som beskrevs av Wulp 1890. Anisia pallidipalpis ingår i släktet Anisia och familjen parasitflugor. Inga underarter finns listade i Catalogue of Life.